# ヴァラーハ

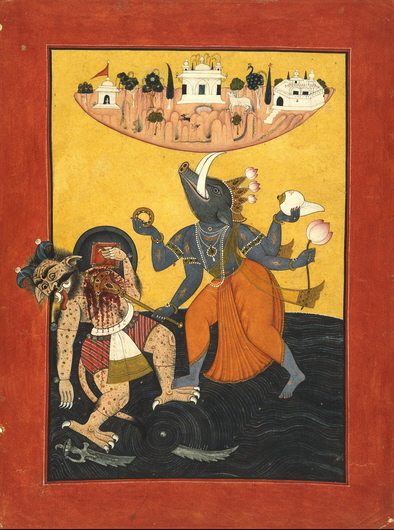
牙で大地を持ち上げ、ヒラニヤークシャを倒すヴァラーハ。

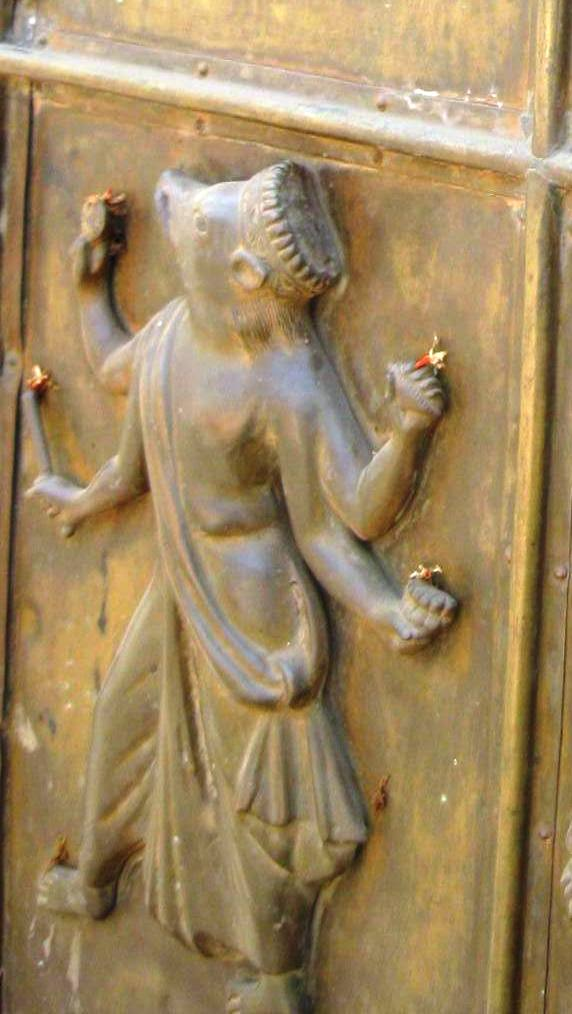
インド、西ベンガル州、サーソール・ラジバリの真ちゅう製の戦車に乗ったヴァラーハのアバター

ヴァラーハ（Varāha,サンスクリット: वराह）は、ヒンドゥー教における猪の姿をしたヴィシュヌ神の第3のアヴァターラ（化身）である。大地（プリティヴィー）を海の底へ沈めた、恐ろしきダイティヤ族の王ヒラニヤークシャを打ち破るために遣わされ、1000年にも及ぶ戦いの末、勝利を収める。
ヴァラーハは純粋な猪、もしくは擬人化され、猪の頭を持つ男の姿で描かれた。後にそれは4本の腕を持ち、2本で車輪と法螺貝、残りの手で矛、剣あるいは蓮を持ち、あるいは祈りの姿勢をとる姿で描写された。大地は猪の牙の間に握られていた。
このアヴァターラはプララヤ（洪水）からの蘇生及び新しいカルパ（周期）の確立を象徴し、それゆえ創造神話を構成すると考えられる。
『ヴァラーハ・プラーナ』はヴァラーハ自身が語りを行なう、叙述形式のプラーナである。
タミルナードゥ州に Sri Mushnam の名で知られる非常に古い寺院があり、ティルパティーとバードリナートと同様の「スヴァヤンブー」ムルティであると思われる。